# Marlise Ludwig

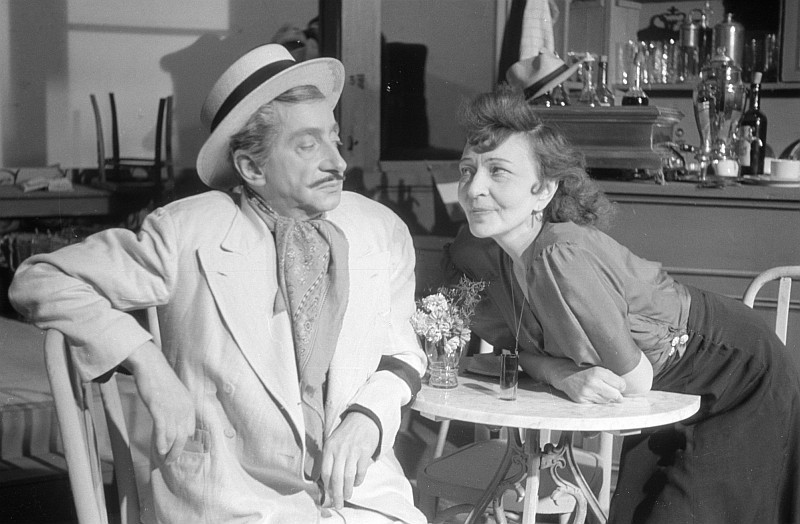
Marlise Ludwig en 1946.

Marlise Ludwig (1 de marzo de 1886 - 13 de marzo de 1982) fue una actriz y profesora teatral de nacionalidad alemana.

## Biografía
Su verdadero nombre era Marlise Müller, y era hija de los actores Pauline Johanne Sophie Dorothea Fricke y Ludwig Maria Wilhelm Heinrich Müller, conocido como Müller Eugen, y del cual utilizó el nombre como apodo artístico. Debutó sobre el escenario en 1908 en Bochum, trabajando poco después en Berlín. Entre 1931 y 1941 actuó en diferentes teatros berlineses, a la vez que participó en varios largometrajes. A partir de 1945 hizo papeles de reparto en filmes de la Deutsche Film AG, y ganó prestigio como profesora de actuación. 
Estuvo casada con el escritor y guionista Heinz Oskar Wuttig. La actriz falleció en Berlín en el año 1982.

## Escuela de actuación Marlise Ludwig
La escuela teatral privada de Marlise Ludwig estaba ubicada en Wilhelmsaue 10, en Berlín-Wilmersdorf.
Entre sus estudiantes figuraron Ute Boy, Nicolas Brieger, Horst Buchholz, Thomas Danneberg, Jürgen Draeger, Arne Elsholtz, Barbara Frey, Cornelia Froboess, Corinna Genest, Evelyn Gressmann, Brigitte Grothum, Wolfgang Gruner, Gerhard Haase-Hindenberg, Dietrich Hahn, Dieter Hallervorden, Edith Hancke, Wilfried Herbst, Nora Jensen, Klaus Jepsen, Hansi Jochmann, Gottfried John, Harald Juhnke, Klaus Kinski, Maria Körber, Volker Kühn, Katja Nottke, Monika Peitsch, Günter Pfitzmann, Ulrike Pohl, Jürgen Rose, Michael Rüdiger, Horst Sachtleben, Peter Schiff, Rotraud Schindler,  Helga Storck, Daniela Strietzel, Cordula Trantow, Vera Tschechowa, Giselle Vesco, Eberhard Weißbarth, Klausjürgen Wussow y Harry Wüstenhagen.

## Premios
- 1975 : Premio Silbernes Blatt de Dramatiker-Union[3]
- 1976 : Profesor honoris causa en reconocimiento a sus méritos (4 de marzo de 1976, con motivo de cumplir 90 años de edad)[4]

## Teatro
- 1936 : Moral, de Ludwig Thoma, dirección de Lucie Höflich, Volksbühne Berlin (de mayo/junio de 1933 hasta mayo de 1945 en el Theater am Horst-Wessel-Platz)[5]
- 1938 : Verwandte sind auch Menschen, de Eberhard Foerster, dirección de Heinz Dietrich Kenter, Volksbühne Berlin[6]
- 1941 : Protektion, de Gustav Davis, dirección de Friedrich Siems, Volksbühne Berlin (entonces llamado Theater am Horst-Wessel-Platz)[7]
- 1941 : Zirkuskomödie, de Bernhard Solms, dirección de Wilhelm Hanke, Volksbühne Berlin[8]
- 1942 : Spiel mit dem Feuer, de Rudolf Kremser, dirección de Karlheinz Martin, Volksbühne Berlín
- 1943 : Mirandolina (La Lacondiera), de Fritz Knöller, dirección de Richard Weichert, Volksbühne Berlin[9]
- 1943 : Die Infanten, de Friedrich Forster, dirección de Ernst Martin, Volksbühne Berlin[10]
- 1945 : Zum goldenen Anker, nach Marius, de Marcel Pagnol, dirección de Boleslaw Barlog, Schloßpark Theater, Berlín[11]
- 1947 : Die Weber, de Gerhart Hauptmann, escenografía de Heinz-Wolfgang Litten

## Filmografía
- 1932 : Das erste Recht des Kindes, de Fritz Wendhausen
- 1936 : Flitterwochen, de Karel Lamač
- 1937 : Gordian, der Tyrann, de Fred Sauer
- 1939 : Weißer Flieder, de Arthur Maria Rabenalt
- 1939 : Hallo Janine, de Carl Boese
- 1940 : Der dunkle Punkt, de Georg Zoch
- 1941 : Pedro soll hängen, de Veit Harlan
- 1943 : Großstadtmelodie, de Wolfgang Liebeneiner
- 1944 : Ich hab’ von dir geträumt, de Wolfgang Staudte
- 1944 : Das Leben ruft, de Arthur Maria Rabenalt
- 1946 : Die Mörder sind unter uns, de Wolfgang Staudte
- 1946 : Sag’ die Wahrheit, de Helmut Weiss
- 1948 : Straßenbekanntschaft, de Peter Pewas
- 1949 : Die Kuckucks, de Hans Deppe
- 1950 : Das kalte Herz, de Paul Verhoeven